# Katariina käik

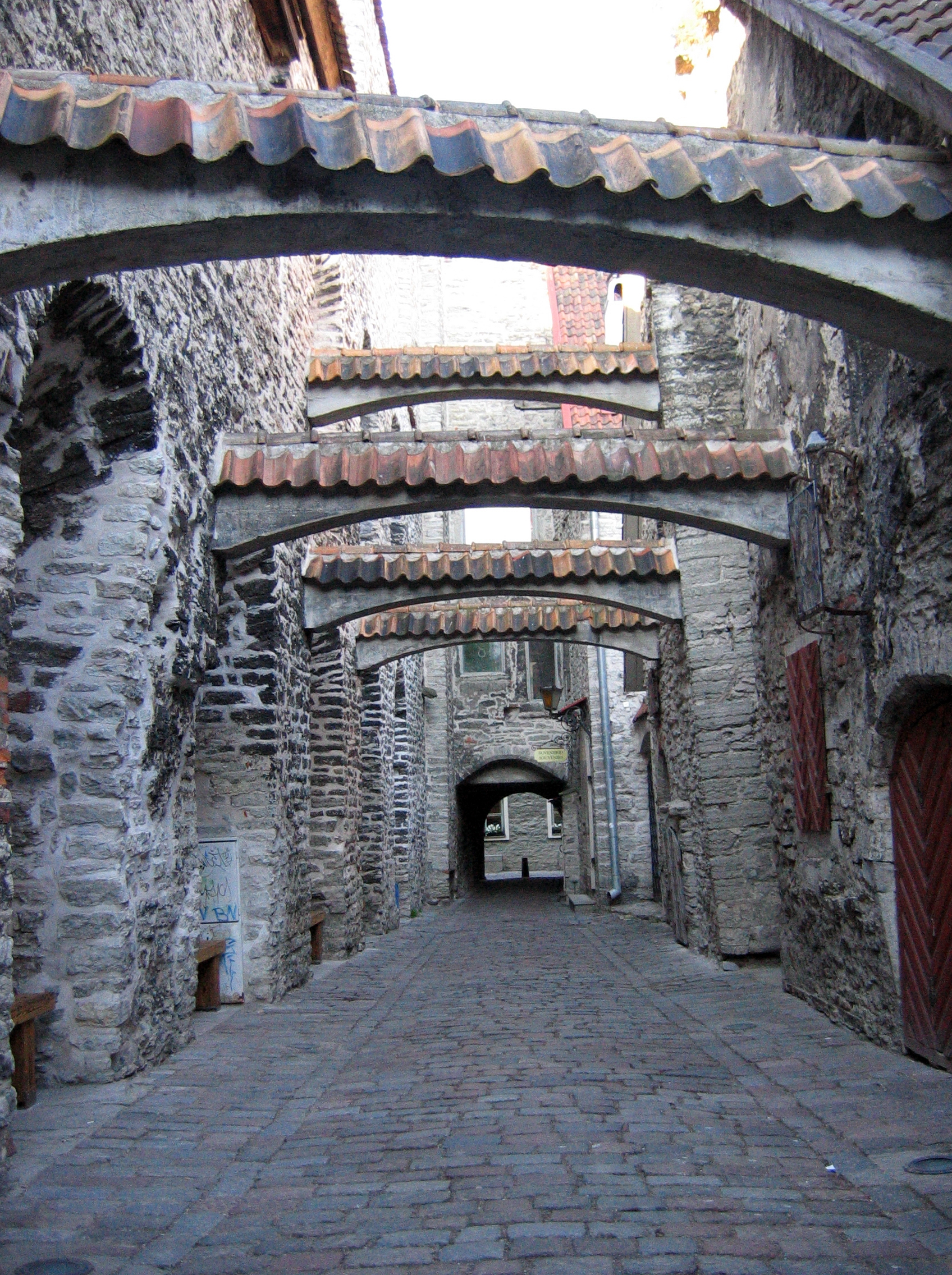
Katariina käik

Katariina käik är en trång gata i Tallinn i Estland, nära det tidigare dominikanklostret. Bredvid gatan finns medeltida gravstenar, som hittats i klosterkyrkan.

## Bildgalleri

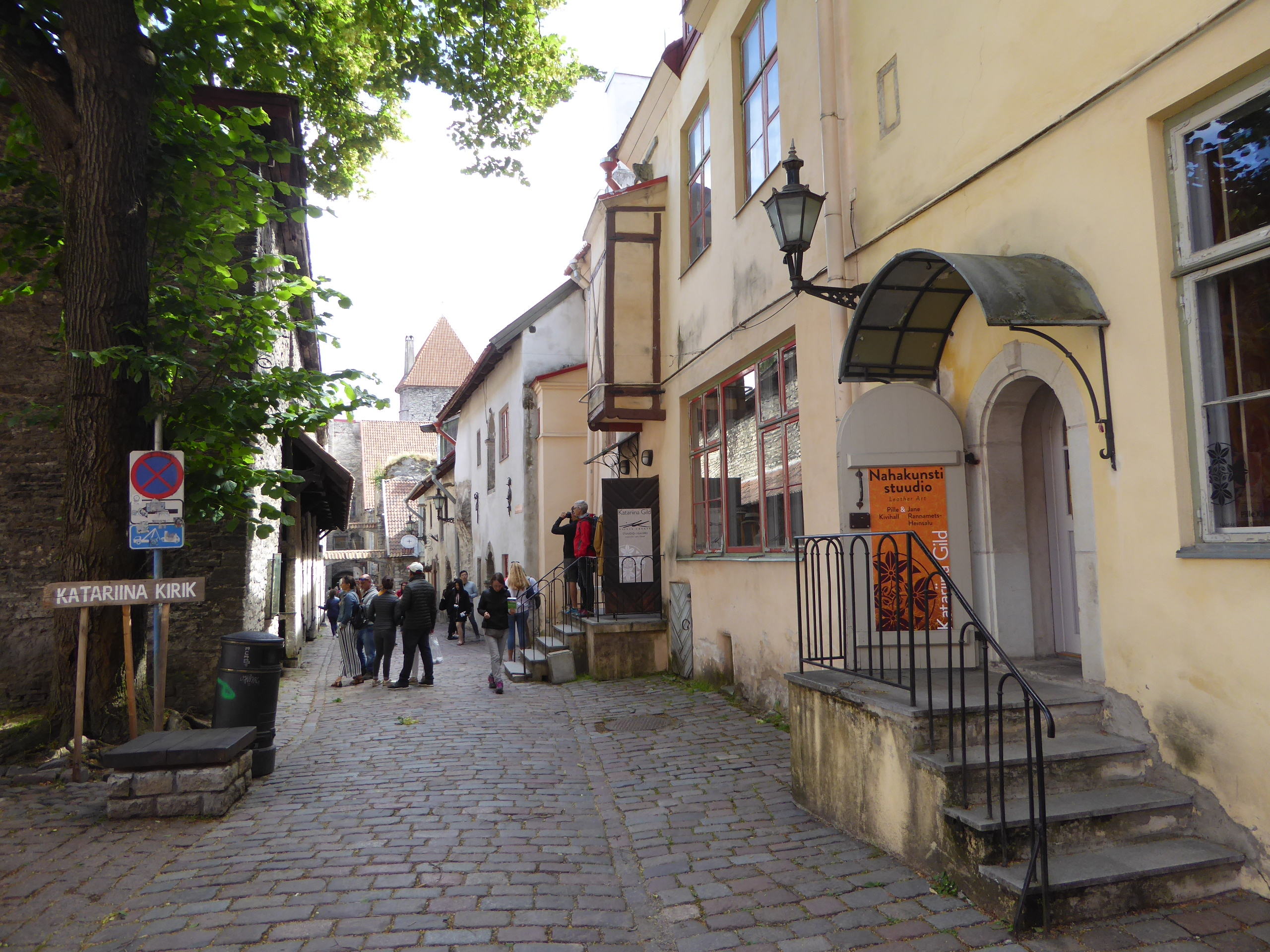
Katariina kälk
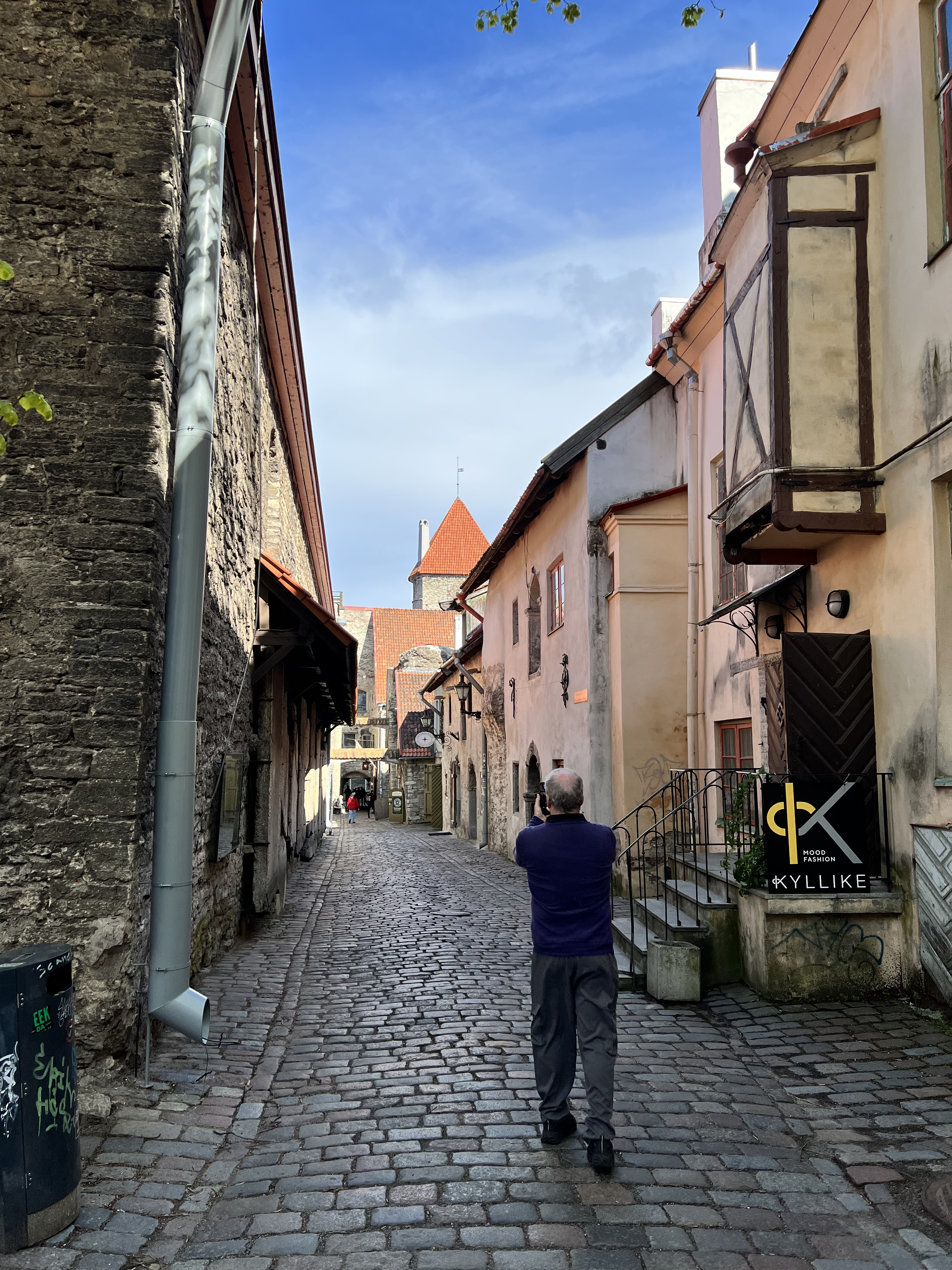
Bild tagen söderut
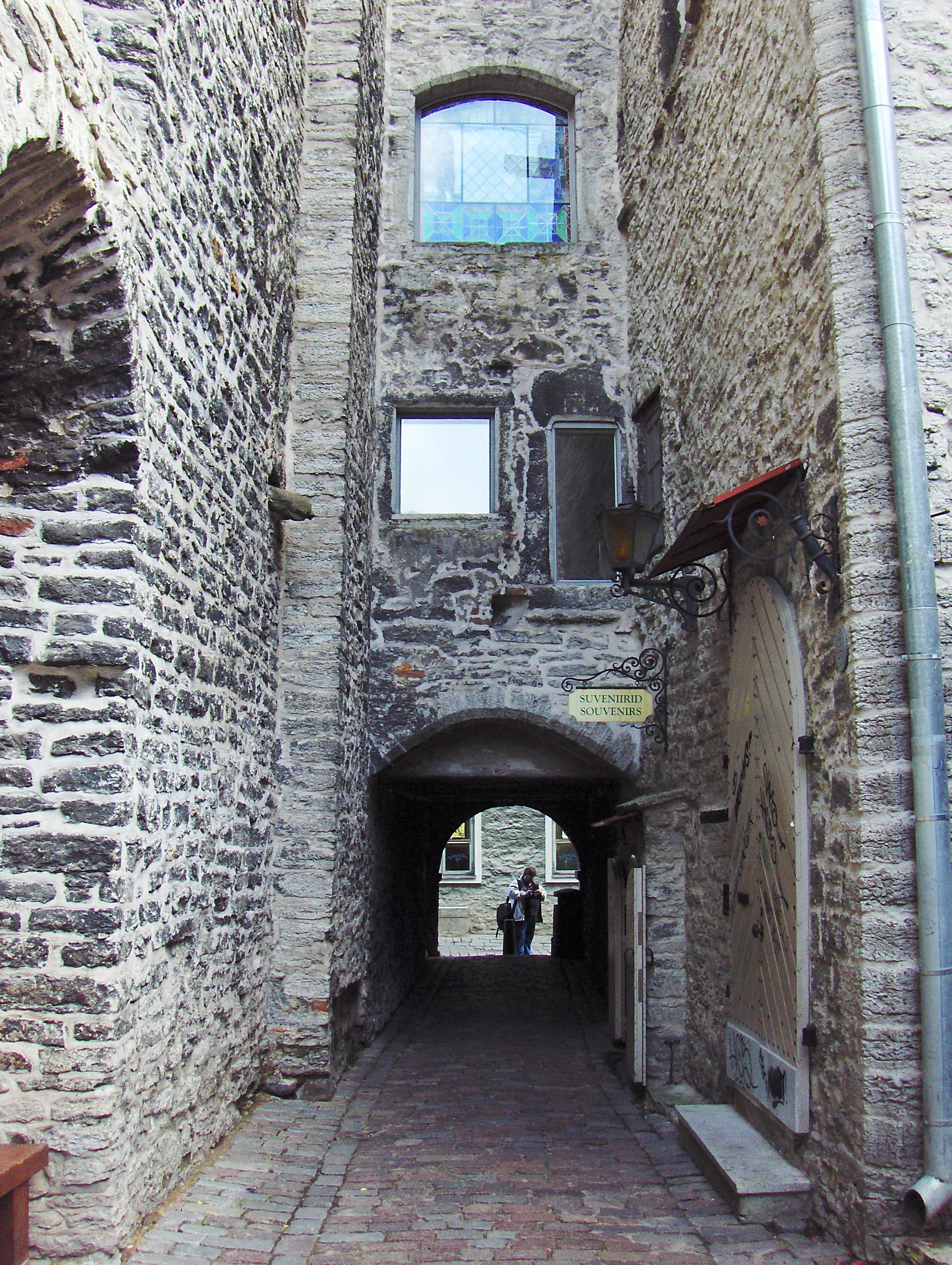
Portal
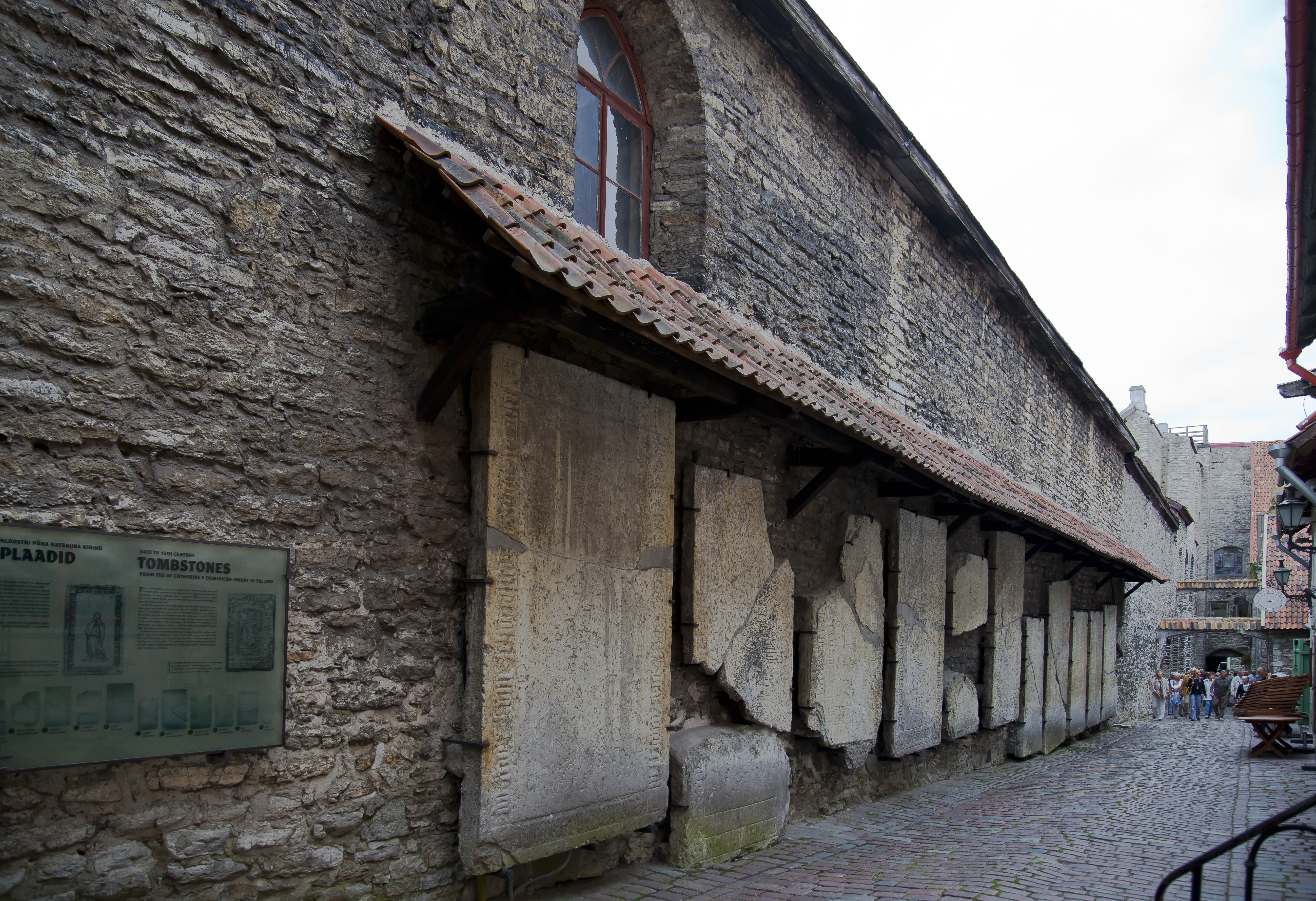
Katariina kälk